# Monoculodes mertensi
Monoculodes mertensi är en kräftdjursart som beskrevs av Gurjanova 1951. Monoculodes mertensi ingår i släktet Monoculodes och familjen Oedicerotidae. Inga underarter finns listade i Catalogue of Life.